# Синодонты
Синодонты, или перистоусые сомики (лат. Synodontis), — род лучепёрых рыб из семейства перистоусых сомов отряда сомообразных. В состав рода включают 131 вид. Обитают в водоемах Центральной, Восточной и Западной Африки. Распространены в бассейнах рек Конго, Нигер, Нил, Замбези, Ивиндо, озерах Чад, Малави, Танганьика, Виктория, Тана, Руква. Являются объектами местного рыболовства.
Известные аквариумные рыбки африканского происхождения, уживаются с большинством крупных аквариумных рыб.

## Описание
Длина представителей рода — от 6 до 70 см. Голова короткая, немного уплощенная сверху и сильно сжата с боков. Глаза довольно крупные. Рот умеренно широкий. Имеются 3 пары усов, из которых нижние обычно перистые или бахромчатые. Последние короче усов на верхней челюсти. В каждой челюсти 40—65 зубов, больше обычно на нижней, там они сращиваются между собой. Туловище массивное, приземистое, сильно сжатое с боков. Спинной плавник обычно большой, большой или средней высоты, с 1—2 сильными и большими жесткими лучами (шипами). Жировой плавник удлиненный, округлый. Грудные плавники удлиненные, заостренные на конце, имеют 1 длинный шип. Брюшные плавники маленькие. Анальный плавник большой, у ряда видов превышает спинной. У самцов неподалёку от анального плавника имеется генитальный сосочек. Хвостовой плавник удлиненный, сильно разрезанный.
Окраска довольно разнообразная: колеблется от беловатой до черной. На основном фоне располагаются многочисленные пятнышки или крапинки или полоски и линии контрастных цветов — чёрного, белого, оранжевого, коричневого. Также виды различаются по форме и размеру рисунка, его деталям. Брюхо преимущественно однотонное, без каких-либо пятен или полосок.

## Биология
Встречаются в пресных водах. Населяют различные биотопы: реки с мутной и чистой водой, поймы. Существует много эндемичных видов, встречающихся в отдельных озерах или реках. В природе озерные виды предпочитают держаться каменистых насыпей с небольшими песчаными «полянами».
Способны издавать звуки с помощью шипов грудных плавников. Когда их вынимают из воды, то пищат.
Активны ночью и сумерках. Днем прячутся в различных укрытиях. Питаются мелкими водными беспозвоночными, моллюсками, мальками рыб, водорослями, семенами, детритом. Некоторые виды используют в пищу насекомых, упавших в воду. Для этого сомы плавают на спине, что стало их основным способом передвижения. Часто эти сомы берут камешки в рот и обсасывают, а некоторые виды заглатывают для улучшения пищеварения.
Нерест подавляющего большинства видов приходится на сезон дождей, с июля по октябрь. Самки часто откладывают икру в пещерах или расщелинах. Родители не заботятся о кладке. Сомы с Танганьики имеют паразитический способ размножения. Свою икру они подбрасывают цихлидам, вынашивающих потомство во рту. Мальки синодонтиса развиваются и растут быстрее, поэтому в итоге пожирают мальков цихлид.

## Виды
- S. afrofischeri Hilgendorf, 1888
- Synodontis alberti — Перистоусый сомик Альберта[1]
- S. albolineata Pellegrin, 1924
- Synodontis angelica — Ангельский сомик[1]
- S. annectens Boulenger, 1911
- S. ansorgii Boulenger, 1911
- S. arnoulti Roman, 1966
- S. aterrima Poll & Roberts, 1968
- S. bastiani Daget, 1948
- S. batesii Boulenger, 1907
- S. brichardi Poll, 1959
- S. budgetti Boulenger, 1911
- S. camelopardalis Poll, 1971
- S. caudalis Boulenger, 1899
- S. caudovittata Boulenger, 1901
- S. centralis Poll, 1971
- S. clarias (Linnaeus, 1758)
- S. comoensis Daget & Lévêque, 1981
- S. congica Poll, 1971
- S. contracta Vinciguerra, 1928
- S. courteti Pellegrin, 1906
- S. cuangoana Poll, 1971
- S. decora Boulenger, 1899
- S. dekimpei Paugy, 1987
- S. depauwi Boulenger, 1899
- S. dhonto Boulenger, 1917
- S. dorsomaculata Poll, 1971
- S. euptera Boulenger, 1901
- S. fascipinna Nichols & La Monte, 1953
- S. filamentosa Boulenger, 1901
- S. flavitaeniata Boulenger, 1919
- S. frontosa Vaillant, 1895
- S. fuelleborni Hilgendorf & Pappenheim, 1903
- S. gambiensis Günther, 1864
- S. geledensis Günther, 1896
- S. gobroni Daget, 1954
- S. grandiops Wright & Page, 2006[3]
- S. granulosa Boulenger, 1900
- S. greshoffi Schilthuis, 1891
- S. guttata Günther, 1865
- S. haugi Pellegrin, 1906
- S. ilebrevis Wright & Page, 2006[3]
- S. iturii Steindachner, 1911
- S. katangae Poll, 1971
- S. khartoumensis Abu Gideiri, 1967
- S. koensis Pellegrin, 1933
- S. laessoei Norman, 1923
- S. leoparda Pfeffer, 1896
- S. leopardina Pellegrin, 1914
- S. longirostris Boulenger, 1902
- S. longispinis Pellegrin, 1930
- S. lucipinnis Wright & Page, 2006[3]
- S. lufirae Poll, 1971
- S. macrophthalma Poll, 1971
- S. macrops Greenwood, 1963
- S. macropunctata Wright & Page, 2008[4]
- S. macrostigma Boulenger, 1911
- S. macrostoma Skelton & White, 1990
- S. manni De Vos, 2001
- S. marmorata Lönnberg, 1895
- S. matthesi Poll, 1971
- S. melanoptera Boulenger, 1903
- S. multimaculata Boulenger, 1902
- S. multipunctata Boulenger, 1898
- S. nebulosa Peters, 1852
- S. nigrita Valenciennes, 1840
- Synodontis nigriventris — Чернобрюхий перистоусый сомик, или сомик-перевёртыш
- S. nigromaculata Boulenger, 1905
- S. njassae Keilhack, 1908
- S. notata Vaillant, 1893
- S. nummifer Boulenger, 1899
- S. obesus Boulenger, 1898
- S. ocellifer Boulenger, 1900
- S. omias Günther, 1864
- S. ornatipinnis Boulenger, 1899
- S. onratissima Gosse, 1982
- S. pardalis Boulenger, 1908
- S. petricola Matthes, 1959
- S. pleurops Boulenger, 1897
- S. polli Gosse, 1982
- S. polyodon Vaillant, 1895
- S. polystigma Boulenger, 1915
- S. pulcher Poll, 1971
- S. punctifer Daget, 1965
- S. punctulata Günther, 1889
- S. rebeli Holly, 1926
- S. resupinata Boulenger, 1904
- S. ricardoae Seegers, 1996
- S. robbianus Smith, 1875
- S. robertsi Poll, 1974
- S. ruandae Matthes, 1959
- S. rufigiensis Bailey, 1968
- S. rukwaensis Hilgendorf & Pappenheim, 1903
- S. schall (Bloch & Schneider, 1801)
- S. schoutedeni David, 1936
- S. serpentis Whitehead, 1962
- S. serrata Rüppell, 1829
- S. smiti Boulenger, 1902
- S. soloni Boulenger, 1899
- S. sorex Günther, 1864
- S. steindachneri Boulenger, 1913
- S. tanganaicae Borodin, 1936
- S. tessmanni Pappenheim, 1911
- S. thamalakanensis Fowler, 1935
- S. thysi Poll, 1971
- S. tourei Daget, 1962
- S. unicolor Boulenger, 1915
- S. vanderwaali Skelton & White, 1990
- S. velifer Norman, 1935
- S. vermiculata Daget, 1954
- S. victoriae Boulenger, 1906
- S. violacea Pellegrin, 1919
- S. voltae Roman, 1975
- S. waterloti Daget, 1962
- S. woosnami Boulenger, 1911
- S. xiphias Günther, 1864
- S. zambezensis Peters, 1852
- S. zanzibarica Peters, 1868